# هند بنت حذيفة بن بدر الفزارية
هند بنت حذيفة بن بدر الفزارية شاعرة جاهلية، من ذبيان، أخت حصن بن حذيفة رثته في قصيدتها. بعد أن قتل في وقعة حاجر، وقد حرضت قومها على الأخذ بثأره وأن يبكوه بحد سيوفهم وضوامر خيولهم وضربات رماحهم وقد شبهت قومها بالعواهر إن لم يثأروا لأخيها. وكان قاتل أخيها كُرز بن عامر من بني عقيل.

## شعرها
لها قصيدة على البحر الطويل: